# 기생충 VR
봉준호 감독의 영화 <기생충>은 상류층과 하류층, 두 가족의 만남을 다룬 블랙 코미디 스릴러이자 강력한 사회적 메타포를 선사한 영화로,한국 영화로는 처음으로 제72회 칸 영화제에서 황금종려상을 받았으며,제92회 미국 아카데미상 작품상, 감독상, 각본상, 국제 영화상 4관왕을 차지했다. 이브이알스튜디오 (EVR STUDIO)의 구범석 감독이 선보이는 <기생충VR>은 영화 기생충의 원본성과 의미를 해지치 않으면서 시간과 공간을 뛰어 넘어 영화 속 공간들과 숨겨져 있는 메타포들을 초현실적인 시각언어로 풀어 낸 가상현실 콘텐츠다.
봉준호 감독은 "영화에선 느낄 수 없는 완전히 새로운 체험"이라고 표현했다.

## 상영
| 전시명 | 한국 : 입체적 상상 |
| 감독   | 프랑스 파리 유네스코 본부 |
| 주최   | 문화체육관광부 유네스코 본부 |
| 주관   | 한국콘텐츠진흥원 유네스코 본부 |
| 개요   | 국제연합(UN)이 2021년을 '지속 가능한 발전을 위한 국제 창의 경제의 해'로 지정한 것을 기념하고, 코로나19 이후 펼쳐질 미래에 대한 한국의 상상력을 세계인들과 공유하기 위해 마련된 한류 대표 콘텐츠를 활용한 융복합 실감 콘텐츠 전시회 |

- 'Korea : Cubically Imagined (한국 : 입체적 상상)’ 전시 (프랑스) 2021.07.06-2022.07.16
- 'Korea : Cubically Imagined (한국 : 입체적 상상)’ 전시 (홍콩) 2021.11.05-2021.11.25
- 'Korea : Cubically Imagined (한국 : 입체적 상상)’ 전시 (미국) 2022.05.02-2022.05.14
- 'Korea : Cubically Imagined (한국 : 입체적 상상)’ 전시 (멕시코) 2022.10.12-2022.10.30

## 영상
- 티저영상 - 유튜브
- 예고편 - 유튜브
- 감독 인터뷰 - 유튜브

## 기사
- 시선집중 보관됨 2023-01-04 - 웨이백 머신, 이브이알스튜디오, 영화 ‘기생충’ VR 아트필름 제작
- 영합뉴스, 프랑스 한국문화원에서 즐기는 VR 버전 '기생충'
- 한국일보, 초현실적 경험 안기는 '기생충' VR...봉준호 감독도 "새로운 체험" 극찬